# Лінійна алгебра
Ліні́йна а́лгебра — частина алгебри, що вивчає вектори, векторні простори, лінійні відображення та системи лінійних рівнянь. Векторні простори зустрічаються в математиці та її прикладних застосуваннях. Лінійна алгебра широко використовується в абстрактній алгебрі та функціональному аналізі і застосовується у природничих науках.

## Предмет лінійної алгебри
До лінійної алгебри відносять: теорію лінійних рівнянь, теорію визначників, теорію матриць, теорію векторних просторів та лінійних перетворень у них, теорію форм (наприклад, квадратичних), теорію інваріантів (частково), тензорне числення (частково).

## Історія
Історично першим питанням лінійної алгебри було знаходження розв'язків лінійних рівнянь. Побудова теорії для систем таких рівнянь потребувала таких інструментів, як теорія матриць і визначників, і привела до появи теорії векторних просторів.
Лінійні рівняння як рівняння прямих і площин стали природним предметом вивчення після винаходу Декартом і Ферма методу координат (близько 1636). Гамільтон у своїй роботі 1833 представляв комплексні числа у вигляді, як ми б зараз сказали, двовимірного дійсного векторного простору, йому належить відкриття кватерніонів, а також авторство терміна «вектор». Теорія матриць була розроблена у працях Келі (1850-ті). Системи лінійних рівнянь у векторному для матриці вигляді вперше з'явилися, мабуть, у роботах Лагерра (1867). Герман Грассман у роботах 1844 та 1862 року вивчає те, що ми тепер назвали б алгеброю, і його формальний виклад по суті є першою аксіоматичною теорією систем алгебри. У явному вигляді аксіоми лінійного простору сформульовані в роботі Пеано (1888).

## Основні поняття
Розвиток лінійної алгебри почався з практичних задач розв'язування лінійних рівнянь та аналітичної геометрії. Поступово сформувалися абстрактні поняття вектора, матриці, векторного простору, скалярного добутку, визначників тощо.

### Вектор
Вектор у лінійній алгебрі є узагальненням геометричного тривимірного вектора, що використовується в геометрії та механіці. У розумінні лінійної алгебри вектор — це індексована сукупність чисел або інших математичних об'єктів {\displaystyle (x_{1},x_{2},\ldots ,x_{n})}, яка має ту властивість, що її можна множити на число, наприклад {\displaystyle \lambda }, і результатом цього добутку буде новий вектор {\displaystyle (\lambda x_{1},\lambda x_{2},\ldots ,\lambda x_{n})}. Вектори можна також додавати, і сумою двох векторів буде вектор, в якому кожному індексу відповідатиме сума відповідних компонент векторів-доданків:
{\displaystyle (x_{1},x_{2},\ldots ,x_{n})+(y_{1},y_{2},\ldots ,y_{n})=(x_{1}+y_{1},x_{2}+y_{2},\ldots ,x_{n}+y_{n})}.
Компонентами векторів {\displaystyle x_{i}} є зазвичай дійсні числа, хоча вони можуть бути іншими математичними об'єктами, наприклад, комплексними числами, векторами або матрицями. Важливо тільки, щоб для них була визначена операція додавання. Аналогічно, число, на яке можна помножити вектор, зазвичай є дійсним числом, але може бути й комплексним, головне, щоб для вектора була визначена операція множення на нього.
Вище вектори записані у вигляді рядка, однак, у лінійній алгебрі їх частіше записують у вигляді стовбчика:
{\displaystyle x=\left({\begin{matrix}x_{1}\\x_{2}\\\vdots \\x_{n}\end{matrix}}\right)}

### Векторний простір
Векторним або лінійним простором називають множину векторів, до якої належать вектори з будь-яким можливим значенням компонент, тобто це множина всіх векторів заданої природи. Окрім того, що у векторному просторі визначені операції додавання векторів та множення на скаляр (число), для того, щоб множина векторів складала векторний простір на ній повинен діяти ряд аксіом: комутативності, асоціативності, дистрибутивності додавання і множення на скаляр, існування нульового і протилежного елемента.
Число n, яке визначає кількість елементів вектора називається розмірністю векторного простору. Лінійна алгебра вивчає векторні простори скінченної розмірності. Вектори з нескінченним числом компонент вивчаються іншими розділами математики, зокрема функціональним аналізом.

### Лінійне відображення
Між двома векторними просторами можна задати відображення. Лінійна алгебра вивчає відображення, які називаються лінійними. Лінійне відображення пов'язує між собою два векторні простори, побудовані над одним і тим же полем, тобто числа, на які множаться вектори повинні мати однакову природу. Воно є гомоморфізмом, тобто кожному елементу однієї множини лінійне відображення ставить у відповідність елемент іншої множини, крім того, воно має ту властивість, що сумі елементів однієї множини відповідає сума відповідних елементів іншої множини, і елементу, помноженому на число, відповідає елемент іншої множини, помножений на те ж число.
Лінійне відображення простору у себе (ендоморфізм) називається лінійним перетворенням.

### Матриця
Найважливішим способом задання лінійного відображення є матриця — таблиця чисел або інших математичних об'єктів з двома індексами, наприклад {\displaystyle a_{ij}}. За допомогою матриці лінійне відображення {\displaystyle X\rightarrow Y} задається у вигляді
{\displaystyle y_{i}=\sum _{j}a_{ij}x_{i}},
тобто кожна компонента вектора y з векторного простору Y є лінійною комбінацією компонент вектора x з векторного простору X з коефіцієнтами, які визнаються елементами матриці A.
У випадку лінійного перетворення матриця перетворення квадратна.

### Система лінійних алгебраїчних рівнянь

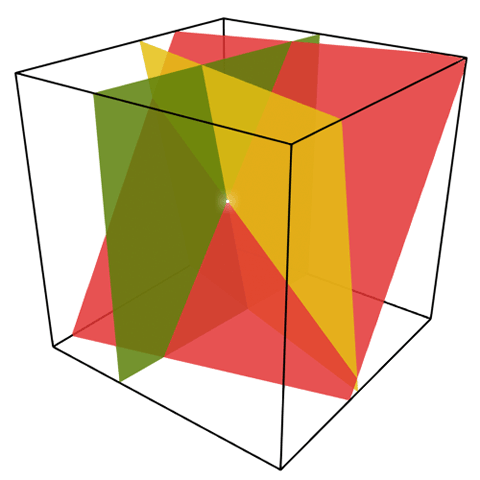
Система лінійних рівнянь від трьох змінних визначає набір площин. Точка перетину є розв'язком.

Задача знаходження елемента векторного простору, який при лінійному перетворенні переходить у визначений елемент іншого векторного простору приводить до поняття системи лінійних алгебраїчних рівнянь.
Система m лінійних алгебраїчних рівнянь з n невідомими — це система рівнянь виду
{\displaystyle {\begin{cases}a_{11}x_{1}+a_{12}x_{2}+\ \dots +a_{1n}x_{n}=b_{1}\\a_{21}x_{1}+a_{22}x_{2}+\ \dots +a_{2n}x_{n}=b_{2}\\\dots \\a_{m1}x_{1}+a_{m2}x_{2}+\ \dots +a_{mn}x_{n}=b_{m}\\\end{cases}}}
Вона може бути представлена у матричній формі як:
{\displaystyle {\begin{pmatrix}a_{11}&a_{12}&\ \cdots &a_{1n}\\a_{21}&a_{22}&\ \cdots &a_{2n}\\\vdots &\ \vdots &\ \ddots &\ \vdots \\a_{m1}&a_{m2}&\ \cdots &a_{mn}\end{pmatrix}}{\begin{pmatrix}x_{1}\\x_{2}\\\vdots \\x_{n}\end{pmatrix}}={\begin{pmatrix}b_{1}\\b_{2}\\\vdots \\b_{m}\end{pmatrix}}}
або:
{\displaystyle Ax=b}.

## Вивчення розділу «Лінійна алгебра»

### Лінійні простори
- Лінійний простір, модуль над кільцем.
- Лінійна незалежність векторів, ранг системи векторів.
- Базис лінійного простору, матриця переходу (при зміні базиса).
- Лінійний підпростір

### Лінійні перетворення
- Лінійне відображення (лінійний оператор), лінійне перетворення, матриця лінійного перетворення.
- Власні значення та власні вектори лінійного перетворення, характеристичний поліном, теорема Гамільтона — Келі.
- Ядро та образ лінійного оператора
- Інваріантні підпростори для лінійного перетворення.

### Білінійні та квадратичні форми
- Білінійна форма, квадратична форма, закон інерції, критерій Сільвестра.
- Правило паралелограма

### Системи лінійних алгебраїчних рівнянь
- Система лінійних алгебраїчних рівнянь
- Теорема Кронекера — Капеллі
- Метод Крамера
- Метод Гауса
- Метод Гауса — Жордана

### Аналітична геометрія
- Евклідів простір
- Скалярний добуток

### Українською
1. Гельфанд І. М. Лекції з лінійної алгебри. — 2025. — 248 с.(укр.)
2. Гантмахер Ф. Р. Теорія матриць. — 2025. — 757 с.(укр.)
3. Чарін В.С. (2005). Лінійна алгебра (PDF). Київ: Техніка. с. 416.(укр.)
4. Безущак О. О.; Ганюшкін О. Г.; Кочубінська Є. А. (2019). Навчальний посібник з лінійної алгебри (PDF). Київ: ВПЦ "Київський університет". с. 224.(укр.)
5. В. В. Булдигін; І. В. Алєксєєва; В. О. Гайдей; О. О. Диховичний; Н. Р. Коновалова; Л. Б. Федорова (2011). Лінійна алгебра та аналітична геометрія Навч. посібник (PDF). Київ: ТВіМС. с. 224.(укр.)
6. Андрійчук В.І.,  Забавський, Б.В. (2008 р.). Лінійна алгебра (PDF). Львів: Міністерство освіти і науки України, Львівський національний університет імені Івана Франка. ISBN 9789666136230. Архів оригіналу (PDF) за 21 січня 2022. Процитовано 13 червня 2016. (укр.)
7. Боднарчук Ю.В.; Олійник Б.В. (2010 р.). Лінійна алгебра та аналітична геометрія (PDF). Київ: Києво-Могилянська академія. с. 176. ISBN 978-966-518-539-0. Архів оригіналу (PDF) за 27 вересня 2016. Процитовано 17 червня 2016. (укр.)
8. Лінійна алгебра та аналітична геометрія: навч. посіб. / О. М. Рибицька, Д. М. Білонога, П. І. Каленюк ; М-во освіти і науки, молоді та спорту України, Нац. ун-т «Львів. політехніка». — Л. : Вид-во Львів. політехніки, 2011. — 124 с. : іл. — Бібліогр.: с. 116 (10 назв). — ISBN 978-617-607-142-6 : 1
9. Романів О.М. (2014 р.). Лінійна алгебра. Львів: І.Е. Чижиков. ISBN 9789662645118. (укр.)
10. Овчинников П. П.; Яремчук Ф. П.; Михайленко В. М. (2003 р.). Вища математика: Підручник. У 2 частинах. Ч. 1: Лінійна і векторна алгебра: Аналітична геометрія: Вступ до математичного аналізу: Диференціальне і інтегральне числення. Київ: "Техніка". ISBN 966-575-055-0. (укр.)
11. Тевяшев А. Д.; Литвин О.Г. (2002 р.). Вища математика у прикладах та задачах. Ч 1: Лінійна алгебра і аналітична геометрія: Диференціальне числення функцій однієї змінної. Харків: ХТУРЕ. ISBN 5-7763-1513-1. (укр.)
12. Дубовик В. П.; Юрик І. І. (2006 р.). Вища математика. Київ: Університетська бібліотека. ISBN 966-539-320-0. (укр.)
13. Єрмаков А. І., Крамар М. М. Лінійна алгебра: Навчальний посібник. — Луганськ: Вид-во СУДУ, 2000. 176 с.
14. Городецький В.В.; Колісник Р.С.; Сікора В.С. (2014 р.). Курс лінійної алгебри в теоремах і задачах. Чернівці: С.Н. Яворський. (укр.)

### Іншими мовами
1. Serge Lang (1997 р.). Introduction to Linear Algebra (Undergraduate Texts in Mathematics) 2nd edition. New York: Springer. ISBN 978-0387962054. (англ.)
2. Gilbert Strang (2009 р.). Introduction to Linear Algebra, Fourth Edition. Wellesley Cambridge Press. ISBN 978-0980232714. (англ.)

1. Beezer, Robert A. (2015). A First Course in Linear Algebra. Архів оригіналу за 21 травня 2016. Процитовано 22 травня 2016. (англ.)
2. Hefferon, Jim (2014). Linear Algebra (PDF). Архів оригіналу (PDF) за 8 березня 2016. Процитовано 22 травня 2016. (англ.)
3. Anton H., Rorres C. (2013). Elementary Linear Algebra, Applications Version (PDF). Canada: Wiley. с. 792. (англ.)
4. Gene H. Golub(інші мови), Charles F. Van Loan(інші мови). Matrix Computations. — 4. — М: : The Johns Hopkins University Press, 2013. — 756 с.(англ.)
5. Мальцев А. И. Основы линейной алгебры. — 3-е изд. — Новосибирск : Наука, 1970. — 400 с.(рос.)

- Лінійна алгебра [Архівовано 6 жовтня 2017 у Wayback Machine.] / Енциклопедія сучасної України / ред. кол.: І. М. Дзюба [та ін.] ; НАН України, НТШ. — К. : Інститут енциклопедичних досліджень НАН України, 2001–2025. — ISBN 966-02-2074-X.